# 담보책임
매도인의 담보책임(賣渡人~擔保責任)은 매매에 의하여 이전된 권리나 권리의 객체인 물건에 불완전한 점(하자, 瑕疵)이 있는 경우에 매도인이 부담하는 일정한 책임(손해배상 등)을 말한다. 특정물 매매(물품)는 특정된 물건을 매수인에게 급부하면 매도인의 채무는 이행된 것으로 된다(불특정물 매매에서는 이에 반하여 어느 것을 급부할 것인가 결정되지 않았으므로 항상 완전한 물건을 급부할 의무가 있으며, 불완전한 물건을 급부한다 하여도 이행한 것이 되지 않는다). 그러나 매매와 같은 유상계약에서는 이렇게 되면 매도인과 매수인과의 공평을 잃을 경우도 생긴다. 예컨대 매수인이 완전한 물건임을 전제로 하여 대가(代價)를 지급한 경우 등이다. 따라서 민법은 매도인의 담보책임을 규정하여 매도인·매수인의 공평을 도모하였다. 매도인의 담보책임은 매도인의 과실과는 관계없이 생기는 책임(무과실 책임)인데 매도인·매수인의 특약으로 이와 다른 결정을 하는 것은 자유이다(예외 584조). 매도인에게 담보책임이 있는 결과, 매수인은 일정한 경우 계약해제권·대금감액 청구권(代金減額請求權)·손해배상 청구권이 인정된다. 매도인의 담보책임에 관하여는 매매된 권리의 하자에 대한 것(추탈담보, 追奪擔保)과 물건의 하자에 대한 것(하자담보)에 관한 규정 외에, 채권의 매도인의 담보책임에 관한 특칙(579조), 경매(競賣)의 경우의 담보책임에 관한 특칙(578조)이 있다. 또한 담보책임의 불특정 매매에의 적용 및 담보책임과 착오의 규정과의 관계에 대하여는 구법시대부터 학설·판례가 대립되어 왔다(앞의 문제에 관하여는 하자담보의 항 참조. 뒤의 문제에 대하여 현재의 학설은 착오에 관한 규정의 적용이 배척되고 담보책임의 규정만이 적용된다는 데 일치).

## 매도인의 담보책임의 본질
매도인의 담보책임은 매도인의 채무이행과 관련한 책임을 특별히 규정하여 둔 것으로서, 그 본질에 대한 견해의 대립이 있다. 즉, 매도인의 담보책임이 채무불이행책임과는 별개의 법정책임인지, 아니면 비록 매도인의 담보책임이 채무불이행책임과 따로 규정되어 있음에도 불구하고 그 본질은 채무불이행책임인지의 문제이다.

매도인이 담보해야 하는 하자의 범위와 관련하여 법정책임설의 입장에 의하면, 특정물은 계약 당시의 상태로 인도하면 된다는 민법의 원칙에 따라 매도인은 계약 당시의 하자로서 매수인이 몰랐던 하자에 대해서만 담보책임을 진다.(매수인이 하자를 알았다면 그 하자 부분에 대해서는 매매 가격에 반영될 것이기 때문이다.) 그러나 채무불이행책임설에 의하면 계약 당시에 하자가 없던 물건이라 하더라도 위험의 이전이 있기 전에 그 물건에 하자가 발생했다면 담보책임은 그것에까지 미친다.

또한 법정책임설에서는 손해배상의 범위에 대해 신뢰이익의 범위에 한정한다고 보지만, 채무불이행책임설에서는 이행이익의 범위까지 그 손해배상의 범위가 확대된다고 본다.
요컨대 법정책임설에서는 매도인의 담보책임을 채무불이행책임에 더해 매도인에게 부과된 무거운 책임으로 이해하여 그 하자나 손해배상의 범위에 대해 가급적 좁게 인정하는 것이 형평에 맞다고 보는 반면, 채무불이행책임설에서는 매도인의 담보책임 역시 채무불이행책임의 일종이므로 하자나 손해배상의 범위를 넓게 보려고 한다.

## 권리의 하자에 대한 담보책임
권리의 하자에 대한 담보책임은 매매에 의하여 이전된 권리에 불완전한 점(瑕疵)이 있는 경우의 담보책임(570조-576조)을 말한다. 권리의 하자에 관한 담보책임으로서 민법이 인정하는 것으로는 다음과 같은 것이 있다. 즉 ① 권리가 타인에게 속하는 경우(570조, 572조) 및 ② 권리가 부족하거나 제한을 받고 있는 경우(574조-576)이다.  ① 은 예컨대 매입한 토지가 완전히 타인의 소유지(570조)였다거나 일부분이 타인의 소유지(572조)였던 경우이다. 타인의 권리도 매매의 목적물이 될 수 있으며 매도인은 그 경우, 권리자로부터 권리를 취득한 다음 매수인에게 이전하여야 하는 의무를 부담하지만(569조), 위의 의무의 이행에 실패한 경우에는 매수인이 매매 목적물이 타인의 권리임을 알고 있었다(악의, 惡意)하여도 담보책임을 부담한다.  ② 는 예컨대 몇 개라고 수를 지정하여 산 물건이 부족하거나 계약 당시 벌써 일부가 소멸되어 있는 경우(574조), 또는 예컨대 매입한 토지 위에 등기한 임차권 등 제한물권 그 밖의 권리가 있어서 매수인의 권리가 제한되는 경우(575조), 또 위와 반대로 존재하여야 할 지역권이 실제로는 존재하지 아니하는 경우(575조) 등이다. 이러한 경우들은 매수인이 사정을 알지 못한(선의, 善意) 때에만 매도인의 담보책임이 생긴다. 매매목적물에 저당권(抵當權)·전세권(傳貰權)이 설정되어 있을 때에 매수인이 손실을 받은 경우에는 매수인의 선의·악의를 불문하고 매도인의 담보책임이 생긴다(576조).
매매 목적물이 제3자에게 속하고 있어 매수인이 그 물건을 추탈(追奪)당한 경우의 매도인의 책임이라는 의미에서 추탈담보(追奪擔保)라고 부르는 수도 있으나, 민법은 매수인이 제3자로부터 추탈당하였을 것을 그 책임의 발생요건으로 하고 있지 않으므로 이 용어(用語)는 적당하다고 할 수 없다. 그러므로 이 용어는 별로 사용되지 않는다

## 하자담보
하자담보(瑕疵擔保)는 물건의 하자에 대한 담보책임이다. 매매에 의하여 이전된 권리의 객체(客體)인 물건(목적물)에 숨어 있는 불완전한 점(하자)이 있는 경우의 담보책임(580조). 예컨대 매입한 건물이 외부에서 발견할 수 없는 흰개미(白蟻)에게서 침해를 받고 있는 경우와 같이 매수인이 거래에서 보통 필요한 정도의 주의를 하여도 발견할 수 없는 하자가 있는 경우에는 매도인의 담보책임이 생긴다. 매수인 측에서 보통 사람과 같은 정도의 주의를 하면 충분히 발견할 수 있었을 하자나 매수인이 계약할 때 그 존재를 알고 있었던 하자에 관하여는 매도인의 담보책임이 생기지 않는다(그러나 위의 사정은 매도인이 입증하여야 한다). 또한 하자의 유무(有無)는 그 종류의 물건으로서 보통 갖추고 있어야 할 품질(品質)·성능(性能)을 기준으로 하여 판단하는데, 특히 매도인이 견본(見本)이나 광고로서 특수한 품질·성능이 있다고 한 경우에는 이것이 기준으로 된다. '하자'가 있었기 때문에 매매의 목적을 달성할 수가 없는 경우에는 매수인은 계약을 해제하고 손해의 배상을 청구할 수 있다(580조 1항 본문, 575조 1항 참조). 하자가 별로 크지 아니한 때는 매수인은 손해배상만을 청구할 수 있는데(580조 1항 본문, 575조 1항), 이상은 어느 경우나 매수인이 하자가 있음을 안 때로부터 6월 내에 하여야 한다(582조, 상 69조 참조). 구 민법에서는 580조가 불특정물의 매매에도 적용되느냐에 대해 논의가 있었으나 현행법에서는 준용규정을 두어 입법적으로 해결하였다(581조). 또 경매에서 민법의 담보책임의 규정이 임의경매(任意競賣)·강제경매(强制競賣)를 불문하고 적용된다는 데 이설(異說)이 없으나, 하자담보는 문제가 되지 않는다(580조 2항).

## 상사매매에 있어서 매도인의 담보책임의 배제
대한민국 상법 제69조는 상사매매에 있어서 검사 및 하자통지의무를 게을리 한 매수인에 대해서는 매도인이 하자담보책임을 지지 않도록 하고 있다.
제578조 (경매와 매도인의 담보책임)
①경매의 경우에는 경락인은 전8조의 규정에 의하여 채무자에게 계약의 해제 또는 대금감액의 청구를 할 수 있다.
②전항의 경우에 채무자가 자력이 없는 때에는 경락인은 대금의 배당을 받은 채권자에 대하여 그 대금전부나 일부의 반환을 청구할 수 있다.
③전2항의 경우에 채무자가 물건 또는 권리의 흠결을 알고 고지하지 아니하거나 채권자가 이를 알고 경매를 청구한 때에는 경락인은 그 흠결을 안 채무자나 채권자에 대하여 손해배상을 청구할 수 있다.

## 판례
- 매매의 목적물이 거래통념상 기대되는 객관적 성질·성능을 결여하거나, 당사자가 예정 또는 보증한 성질을 결여한 경우에 매도인은 매수인에 대하여 그 하자로 인한 담보책임을 부담한다 할 것이고, 한편 건축을 목적으로 매매된 토지에 대하여 건축허가를 받을 수 없어 건축이 불가능한 경우, 위와 같은 법률적 제한 내지 장애 역시 매매목적물의 하자에 해당한다 할 것이나, 다만 위와 같은 하자의 존부는 매매계약 성립시를 기준으로 판단하여야 할 것이다.[4]
- 타인의 권리를 매매의 목적으로 한 경우에 있어서 그 권리를 취득하여 매수인에게 이전하여야 할 매도인의 의무가 매도인의 귀책사유로 인하여 이행불능이 되었다면 매수인이 매도인의 담보책임에 관한 민법 제570조 단서의 규정에 의해 손해배상을 청구할 수 없다 하더라도 채무불이행 일반의 규정(민법 제546조, 제390조)에 좇아서 계약을 해제하고 손해배상을 청구할 수 있다.[5]
- 부동산을 매수한 자가 그 소유권이전등기를 하지 아니한 채 이를 다시 제3자에게 매도한 경우에는 그것을 민법 제569조에서 말하는 '타인의 권리 매매'라고 할 수 없다.[6]
- 매도인의 하자담보책임에 관한 규정은 그 계약의 성질이 이를 허용하지 아니하는 것이 아닌 한 다른 유상계약에도 준용된다.[7]
- 타인의 권리를 매매한 경우에 매수인이 행사하는 매매계약의 해제권은 일종의 법정해제권이라 할 것이며 그 행사의 효과로서 발생하는 원상회복의무의 범위에 관하여는 달리 특별한 규정이 없으니 민법 548조 2항의 규정에 의함이 상당하다 할 것이다.[8]